# Bussy-le-Repos (Borgogna-Franca Contea)
Bussy-le-Repos è un comune francese di 400 abitanti situato nel dipartimento della Yonne nella regione della Borgogna-Franca Contea.

## Società

### Evoluzione demografica
Abitanti censiti